# Devetotravanjska tragedija
Devetotravanjska tragedija, poznata i pod nazivima Tbiliški pokolj i Tbiliška tragedija, naziv je za pokolj gruzijskih civila koji je 9. travnja 1989. izvršila Crvena armija zbog protusovjetskih prosvjeda u Tbilisiju, glavnom gradu tadašnje Gruzijske SSR. Pripadnici Crvene armije ubili su 21 prosvjednika, uz ranjavanja i uhićenja stotine istih. Pritom su se koristili kloracetofenonom, bajunetama i rovovskim lopatama (stožernim dijelom vojne opreme Specnaza). Danas je 9. travnja u Gruziji državni praznik i obilježava se kao Dan nacionalnog jedinstva.
Protusovjetski prosvjedi doživljavaju vrhunac 4. travnja, kada se desetci tisuća Gruzijaca u mirnom prosvjedu okupljaju ispred zgrade Vrhovnoga Sovjeta na Rustavelijevoj aveniji u Tbilisiju. Prosvjede su predvodili Merab Kostava, Zvijad Gamsahurdia (budući prvi Predsjednik Gruzije) i drugi politički i kulturni uglednici. Prvi sekretar Gruzijske komunističke partije Jumber Patiašvili poziva Vrhovni Sovjet SSSR-a na vojnu intervenciju, koju predvodi general pukovnik Igor Rodionov. Dan prije upada crvenoarmejaca tbiliške policijske snage bile su razoružane.
Na prvim višestranačkim izborima, održanima u listopadu 1990., pobjedu odnosi oporbeni blok Zviada Gamzahrudije. Na referendumu u ožujku 1991. većina se Gruzijaca izjasnila za neovisnost, koja je i proglašena 9. travnja 1991., točno dvije godine nakon tragedije, a službeno stupila na snagu 22. prosinca 1991. godine.